# 文革墓群
文革墓群（ぶんかくぼぐん）は、中国重慶市沙坪垻区沙坪公園内西南にある現存する唯一の文化大革命期武闘犠牲者の集団墓地。2009年12月15日、重慶市市級文物保護単位に指定された。指定時の公式名称は「紅衛兵墓園」だが、実際の埋葬者は紅衛兵（学生）よりも工場労働者の方が多く、一般には「文革墓群」の名称が通用している。

## 墓群成立の背景

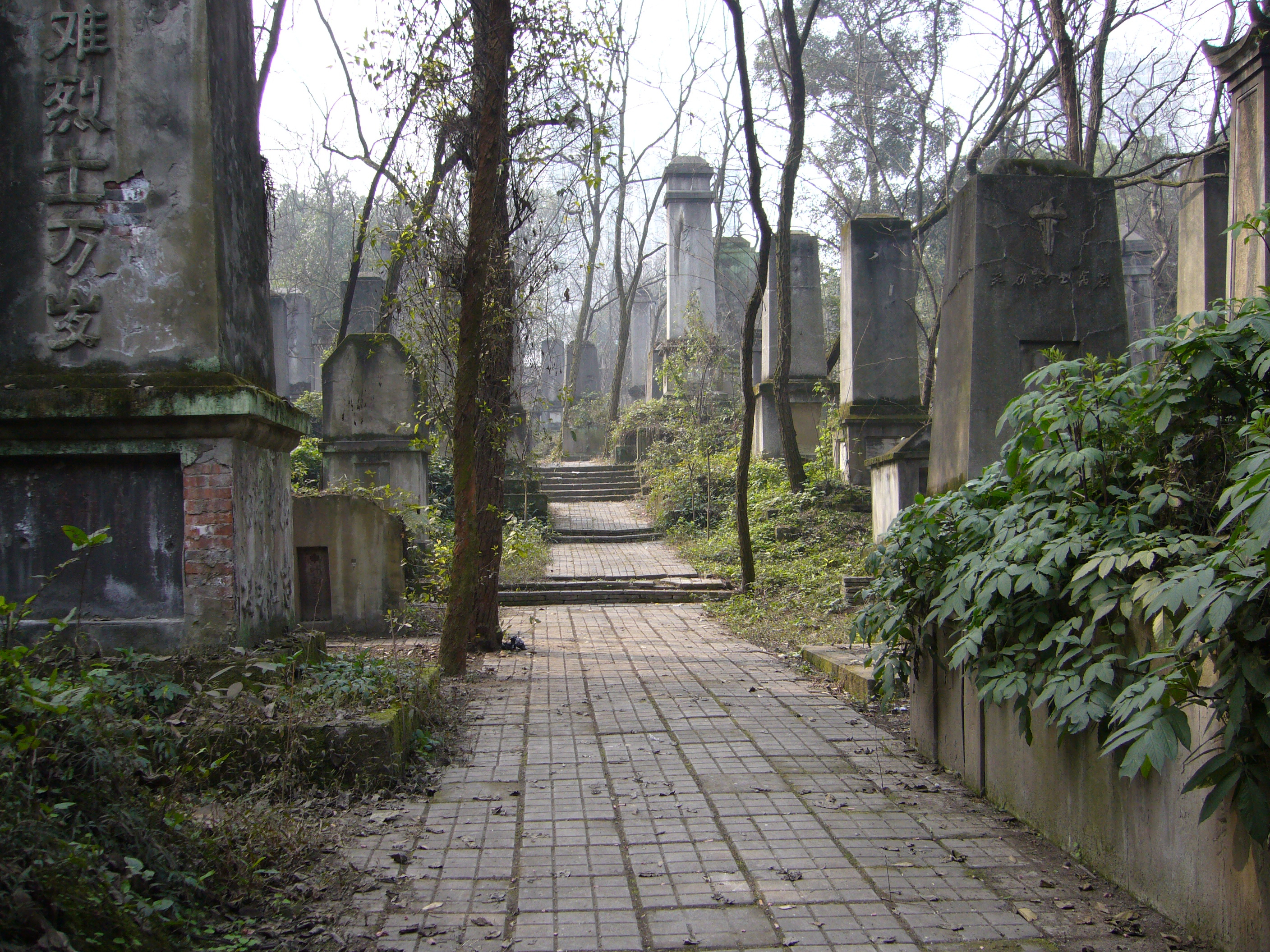
文革墓群

重慶での武闘は、1966年12月造反派と“保皇派”（実権派擁護派）の間の衝突が最初とされるが、この時はまだ死者はなかった。その後1967年2月に造反派は奪権後の権力分配や旧幹部評価などをめぐって分裂し、それぞれ“8・15”派、“反到底”派と名乗った。“8・15”は1966年8月15日に重慶で初めて当局の意を受けない造反派が決起し街頭デモをした日を記念したものであり、“反到底”は徹底造反の意味である。両派は共に相手側を毛主席と毛沢東思想の敵とみなした。武闘はエスカレートし、まず長矛、大刀など“冷兵器”が使われるようになった。両派武闘による最初の死者の発生は、1967年6月とされる。7月7日、“反到底”派は最初に自動小銃を使って“8・15”派メンバー数名を殺傷したという。これ以後、武闘には“熱兵器”が用いられた。国民党政権時代の兵器工場重慶集中移転や共産党政権での工業内陸移転により、重慶には多数の軍事工場があり、武器の確保は容易であった。武闘が最も盛んであった1967年8月には両派は戦車、装甲車、迫撃砲、高射砲、快速艇などで武装し、飛行機とミサイル以外のあらゆる武器が使用されたといわれる。両派の武闘により、大量の死者が発生した。巻き添えになった市民も多かった。

## 墓群成立の経過
当時、沙坪公園は“8・15”派の勢力範囲であった。“8・15”派は毎日のように発生する自己の犠牲者を沙坪公園内に埋葬するようになり、文革墓群の原型が形成された。最初に犠牲者が葬られたのは死者の発生とほぼ同時の1967年6月と考証されている。埋葬の穴掘りには、“反到底”派の捕虜が動員された。当初は犠牲者の氏名や単位（所属）を記した木製墓碑を立てただけだったが、1968年から、煉瓦、コンクリート製の墓碑が作られるようになった。墓碑の多くは、北京天安門広場の人民英雄紀念碑を模し、文革期のスローガンや毛沢東の詩詞が刻まれ、葬られている死者の氏名・単位・略歴などが記されている。長年の風化により、氏名などが摩滅し埋葬者不詳になっているものも少なくない。
大規模な武闘は1968年中共中央の造反派組織解体命令で終結したが、両派残党組織の小競り合いはその後も続き、犠牲者も引き続き発生した。最後に犠牲者が葬られたのは、1969年1月とされる。これ以後は都市知識青年の下放により、武闘は消滅した。
現在、文革墓群の面積は約3000平方メートルで113の墓碑があり、531名（うち404名が武闘の直接犠牲者）が葬られている。埋葬者の約三分の二は十代後半から二十代の青年で、最年少は14歳（2名）、最高齢は60歳である。女性の埋葬者も多い。墓群の敷地は西が高く東が低いなだらかな斜面で、墓碑は東向きに建てられている。これは、埋葬者の心が永遠に「赤い太陽」（文革期に毛沢東に冠せられた尊称の一つ）に向きあっていることを示している。

## 文革終結後の状況
かつては、文革武闘犠牲者を葬る集団墓地は全国に存在し、重慶だけでも二十数カ所あったという。しかし、文革終結後の文革否定の社会風潮と都市開発の波の中で、すべて七十年代後半から八十年代にかけて取り壊され、沙坪公園内の集団墓地だけが残った。文革武闘犠牲者は単純な文革被害者ではなく、紅衛兵・造反派組織メンバーとして数多くの迫害・破壊行為の実行者でもあり、彼らを憎悪する者も多かった。武闘それ自体も、紅衛兵・造反派組織の暴力的体質と強い独善性から生じた、忌まわしく否定すべき行為であった。沙坪公園内の墓群が残ったのは、ここは当時はまだ重慶の僻地であったこと、公園内であったことが理由とされる。
1985年、ある引退幹部が四川省党委に墓群を取り壊すよう提言した（重慶はまだ直轄市ではなく、四川省管轄下であった）。これを機に、取り壊して「狂気の年代」の忌まわしい記憶を忘れ去ろうという意見と、保存して後人の戒めとしようという意見が対立した。四川省党委から処理を委託され墓群を視察した当時の重慶市委書記は、「取り壊さず、宣伝せず、公開しない」という方針を打ち出し、墓群をコンクリートの塀で囲った。
文革終結後、文革否定の社会風潮により、長い間文革墓群は訪れる人もなく社会から忘れられ、風化が進んだ。しかし、社会風潮の変化により、近年は死者の遺族、友人など墓群を訪れる人がしだいに増加し、社会的関心も高まった。2007年4月、国務院（政府）は、第三次全国文物調査の通知を出し、2008年4月国家文物局は、人民公社運動、大躍進、文化大革命運動などの時期の代表的文物も保護の対象とする方針を打ち出した。これが墓群保存の転機となった。2008年8月沙坪公園は沙坪垻区政府に区級文物保護単位を申請し即日認められた。2009年初沙坪垻区文物保護科は市級文物保護単位を申請し、同年12月15日、重慶市が第二次文物保護単位を公布した際、文革墓群（紅衛兵墓園）もその中に含まれた。しかし、現在も沙坪公園正門などには文革墓群・紅衛兵墓園を示すいかなる標識もない。墓群の入り口は鍵がかけられ、春節・清明節以外は沙坪公園管理処に事前申請しなければ中に入ることはできない。